# Solenogyne dominii
Solenogyne dominii là một loài thực vật có hoa trong họ Cúc. Loài này được L.G.Adams miêu tả khoa học đầu tiên năm 1979.